# Bölcske, Tolna
Bölcske  este un sat în districtul Paks, județul Tolna, Ungaria, având o populație de 2.873 de locuitori (2011). 

## Demografie
Componența etnică a satului Bölcske
     Maghiari (96,7%)
     Romi (1,49%)
     Germani (1,29%)
     Necunoscut (0,28%)
     Ucraineni (0,24%)
     Alții (0,28%)
Componența confesională a satului Bölcske
     Romano-catolici (43,51%)
     Reformați (22,94%)
     Fără religie (6,65%)
     Necunoscută (25,48%)
     Alte religii (1,88%)
Conform recensământului din 2011, satul Bölcske avea 2.873 de locuitori. Din punct de vedere etnic, majoritatea locuitorilor (96,7%) erau maghiari, existând și minorități de romi (1,49%) și germani (1,29%). Apartenența etnică nu este cunoscută în cazul a 0,28% din locuitori. Nu există o religie majoritară, locuitorii fiind romano-catolici (43,51%), reformați (22,94%) și persoane fără religie (6,65%). Pentru 25,48% din locuitori nu este cunoscută apartenența confesională.